# Лапка-Памаш (Чендемеровське сільське поселення)
Лапка́-Пама́ш (рос. Лапка Памаш, марій. Лапка Памаш) — присілок у складі Сернурського району Марій Ел, Росія. Входить до складу Чендемеровського сільського поселення.

## Населення
Населення — 3 особи (2010; 3 у 2002).
Національний склад (станом на 2002 рік):
- марі — 100 %